# Guido Villar
Guido Emanuel Villar (Bahía Blanca, Argentina; 15 de febrero de 1998) es un futbolista argentino. Juega como portero y actualmente milita en Independiente del Valle de la Serie A de Ecuador.

## Trayectoria
Luego de realizar sus primeros pasos en Bella Vista de Bahía Blanca, llega a la novena categoría de Olimpo para realizar todas las inferiores en el club.
En 2016 firma su primer contrato profesional con la institución, que lo liga a Olimpo hasta junio de 2019.
Su debut se da en la fecha 20 de la Primera División 2017/18, cuando Christian Bassedas decide darle la titularidad por sobre Jorge Carranza. Dicho partido se juega en el Estadio Pedro Bidegain y termina en derrota por 2-0 sobre San Lorenzo. A pesar del resultado, muestra un buen nivel, por lo que se gana el puesto y disputa los 3 partidos siguientes: el empate por 1-1 ante Temperley y las derrotas por 3-0 frente a Colón y 2-0 ante San Martín de San Juan. En este último encuentro, Guido sale lesionado a los 24 minutos del segundo tiempo, donde se corta el ligamento cruzado anterior, lo que, tras operarse, le demanda una recuperación de 6 meses y se pierde todos los partidos que restan del año. Además, con esa derrota, se consuma el descenso del Aurinegro a la Primera B Nacional.
En septiembre de 2018 extiende su contrato con el club hasta junio de 2021.
En 2019, tras nueve meses de su lesión, de la mano de Marcelo Broggi, vuelve al banco de suplentes en la fecha 14 de la Primera B Nacional 2018/19 ante Agropecuario. Luego de 10 partidos siendo suplente de Fermín Holgado, vuelve a la titularidad en la antepenúltima fecha, en la derrota por 3-2 sobre Independiente Rivadavia, lo que, sumado al empate de Santamarina, provoca el descenso de Olimpo al Torneo Federal A.
En el Torneo Federal 2019/20, con Sergio Lippi como técnico, se adueña del arco aurinegro, donde en las primeras 3 fechas mantiene la valla invicta. Luego, en los siguientes 9 partidos recibe 13 goles y solo en uno mantuvo el arco en 0. Por lo tanto, en la fecha 14, Pedro Dechat decide darle la titularidad a Pablo Fernández y Guido mira los siguientes 5 encuentros desde el banco. En la fecha 19, con la llegada de Alejandro Abaurre, vuelve  a asentarse en el equipo titular, donde en las 5 fechas posteriores mantiene la valla invicta en 3 partidos y solo recibe 4 tantos.
Fue transferido a préstamo al club de primera división Barracas Central. En 2024 fue fichado por Independiente del Valle de Ecuador, Olimpo conservó un porcentaje del pase.

## Selección nacional
Tras haber disputado un amistoso en mayo de 2014 frente a la Selección Argentina Sub-17 en el Estadio Roberto Carminatti, un mes más tarde es convocado por Miguel Ángel Lemme a la Preselección Argentina Sub-17, para entrenar unos días en el predio de Ezeiza.
Luego, en septiembre del mismo año, vuelve a ser convocado, donde integró el banco de suplentes de la Selección Argentina Sub-20 en el empate ante Estados Unidos.

## Estadísticas

### Clubes
Actualizado al último partido disputado el 19 de agosto de 2025.
| Olimpo Argentina                  | 1.ª                 | 2017-18             | 4  | 7  | 0  | — | — | — | —  | —  | — | 4   | 7   | 0  |
| Olimpo Argentina                  | 2.ª                 | 2018-19             | 1  | 3  | 0  | — | — | — | —  | —  | — | 1   | 3   | 0  |
| Olimpo Argentina                  | 3.ª                 | 2019-20             | 17 | 17 | 9  | — | — | — | —  | —  | — | 17  | 17  | 9  |
| Olimpo Argentina                  | 3.ª                 | 2020                | 0  | 0  | 0  | — | — | — | —  | —  | — | 0   | 0   | 0  |
| Olimpo Argentina                  | 3.ª                 | 2021                | 28 | 24 | 12 | — | — | — | —  | —  | — | 28  | 24  | 12 |
| Olimpo Argentina                  | 3.ª                 | 2022                | 6  | 4  | 4  | 1 | 2 | 0 | —  | —  | — | 7   | 6   | 4  |
| Olimpo Argentina                  | Total club          | Total club          | 56 | 55 | 25 | 1 | 2 | 0 | 0  | 0  | 0 | 57  | 57  | 25 |
| Barracas Central Argentina        | 1.ª                 | 2023                | 8  | 14 | 2  | 0 | 0 | 0 | —  | —  | — | 8   | 14  | 2  |
| Barracas Central Argentina        | Total club          | Total club          | 8  | 14 | 2  | 0 | 0 | 0 | 0  | 0  | 0 | 8   | 14  | 2  |
| Independiente del Valle · Ecuador | 1.ª                 | 2024                | 15 | 12 | 6  | 3 | 2 | 1 | 1  | 2  | 0 | 19  | 16  | 7  |
| Independiente del Valle · Ecuador | 1.ª                 | 2025                | 18 | 13 | 7  | 0 | 0 | 0 | 10 | 14 | 3 | 28  | 27  | 10 |
| Independiente del Valle · Ecuador | Total club          | Total club          | 33 | 25 | 13 | 3 | 2 | 1 | 11 | 16 | 3 | 47  | 43  | 17 |
| Total en su carrera               | Total en su carrera | Total en su carrera | 97 | 94 | 40 | 4 | 4 | 1 | 11 | 16 | 3 | 112 | 114 | 44 |
| 1. 2.                             |                     |                     |    |    |    |   |   |   |    |    |   |     |     |    |